# Elke Maravilha

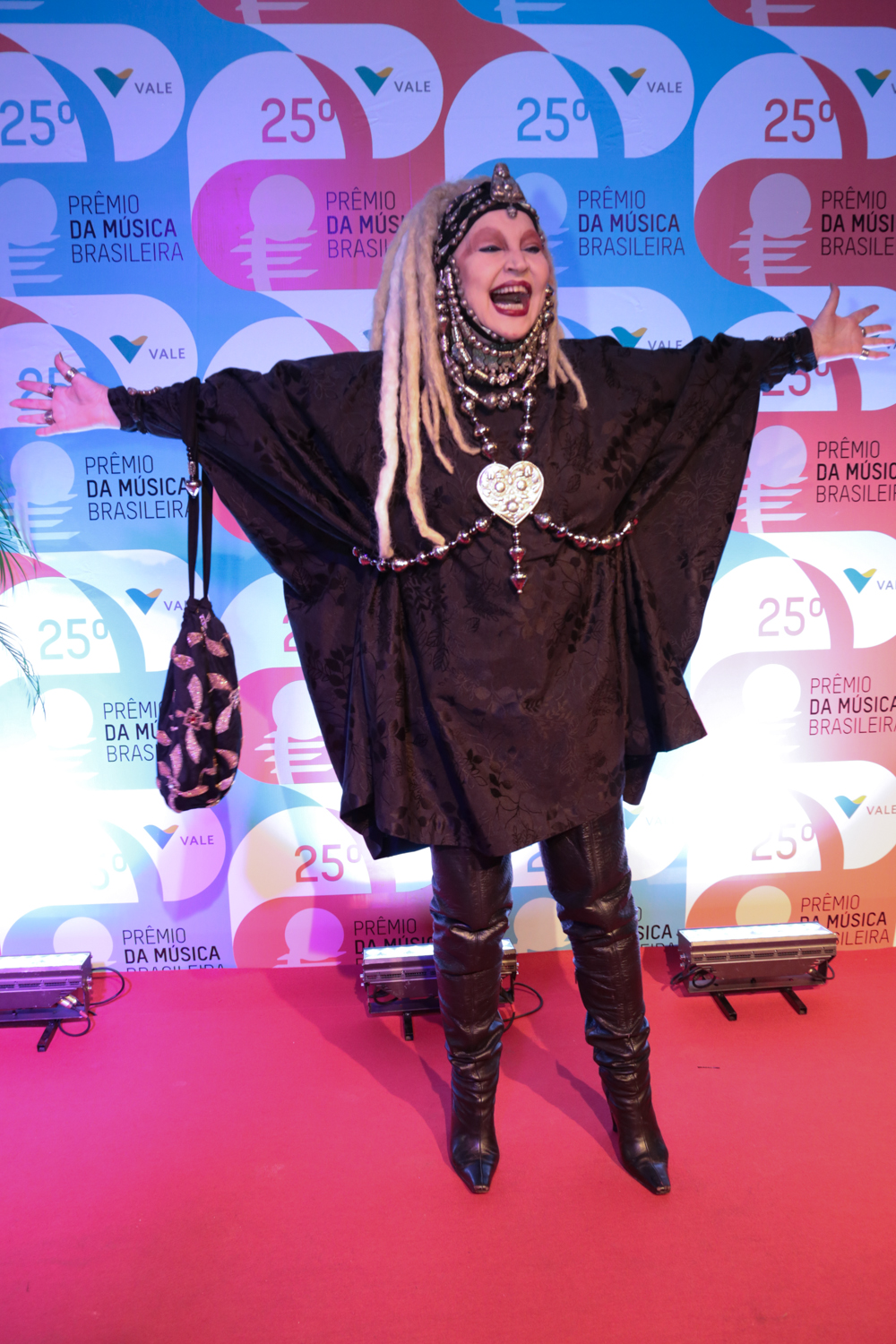
Elke Maravilha (2015)

Elke Maravilha (anhörenⓘ geborene Elke Grünupp; * 22. Februar 1945 in Leutkirch im Allgäu; † 16. August 2016 in Rio de Janeiro) war eine deutsch-brasilianische Schauspielerin, Model und Fernseh-Moderatorin in Brasilien. Sie lebte von ihrem 7. Lebensjahr bis zu ihrem Tod in Brasilien.

## Leben
Elke Grünupp wurde in Leutkirch im Allgäu im heutigen Baden-Württemberg geboren. Als sie sechs Jahre alt war, emigrierte ihre Familie mit ihr nach Brasilien, in die Stadt Itabira im Bundesstaat Minas Gerais. Sie pachteten 1955 Land in Atibaia im Bundesstaat São Paulo. Später zog die Familie nach Bragança Paulista, wo sie ebenfalls Landbau betrieben. Nach ihrer Rückkehr nach Minas Gerais wurde sie 1962 in Belo Horizonte als „Glamour Girl“ gewählt. In dieser Zeit erhielt sie die brasilianische Staatsbürgerschaft. Im Alter von 20 Jahren zog sie nach Rio de Janeiro, damals im Bundesstaat Guanabara. Dort arbeitete sie als Fremdsprachensekretärin, wobei ihr zugute kamm, dass sie acht Sprachen sprach, die sie nahezu alle in ihrem familiären Umfeld erlernt hat. Zudem war sie die jüngste Französischlehrerin bei der Alliance Française und Englischlehrerin in der União Cultural Brasil-Estados Unidos. In der Zwischenzeit wurde ihr Vater Direktor der Liquigás, eines brasilianischen Gasunternehmens und nach Porto Alegre versetzt. Von 1966 bis 1969 lebte Maravilha wieder bei ihrer Familie in Porto Alegre. Dort besuchte sie Kurse an der Universidade Federal do Rio Grande do Sul in Philosophie, Medizin und „Letters“ – was mit Literatur, Sprach- und Übersetzungwissenschaften vergleichbar ist. Zudem wurde sie zur Fremdsprachenübersetzerin ausgebildet.
Mit 24 Jahren begann sie 1969 als Model zu arbeiten. In dieser Zeit heiratete sie den griechischen Schriftsteller Alexandros Evremidis in erster ihrer acht Ehen. Am Anfang ihrer Karriere traf sie den Modedesigner Zuzu Angel, mit dem sie eine Freundschaft pflegte.
Während der Brasilianischen Militärdiktatur wurde sie 1971 in Ordnungshaft genommen, weil sie am Flughafen Rio de Janeiro-Santos Dumont Poster vom Sohn ihres Freundes Zuzu Angel, Stuart Angel Jones, herunterriss, da dieser, wie sie sagte, bereits durch das Regime umgebracht worden sei. Sie wurde nach dem brasilianischen „National Security Law“ angeklagt und verlor ihre brasilianische Staatsbürgerschaft, wodurch sie staatenlos wurde. Sie wurde nach sechs Tagen nach Beschwerden von befreundeten Künstlerinnen und Künstlern aus der Haft entlassen. Jahre später bemühte sie sich um die deutsche Staatsbürgerschaft, die einzige, die sie letztlich hatte. Die Geschichte von Zuzu Angel wurde in Theatern inszeniert und 2006 als Zuzu Angel verfilmt. Darin wurde Maravilha von der Schauspielerin Luana Piovani dargestellt, und sie selbst trat in einer Gastrolle auf.
Maravilha wurde zudem in der 2018er Film-Biographie über den brasilianischen TV-Showmaster Chacrinha, Chacrinha: O velho guerreiro, von der Schauspielerin Gianne Albertoni dargestellt.
Maravilha starb am 16. August 2016 Rio de Janeiro an multilplem Organversagen nach Komplikationen bei einer Geschwür-Operation.

## Filmographie

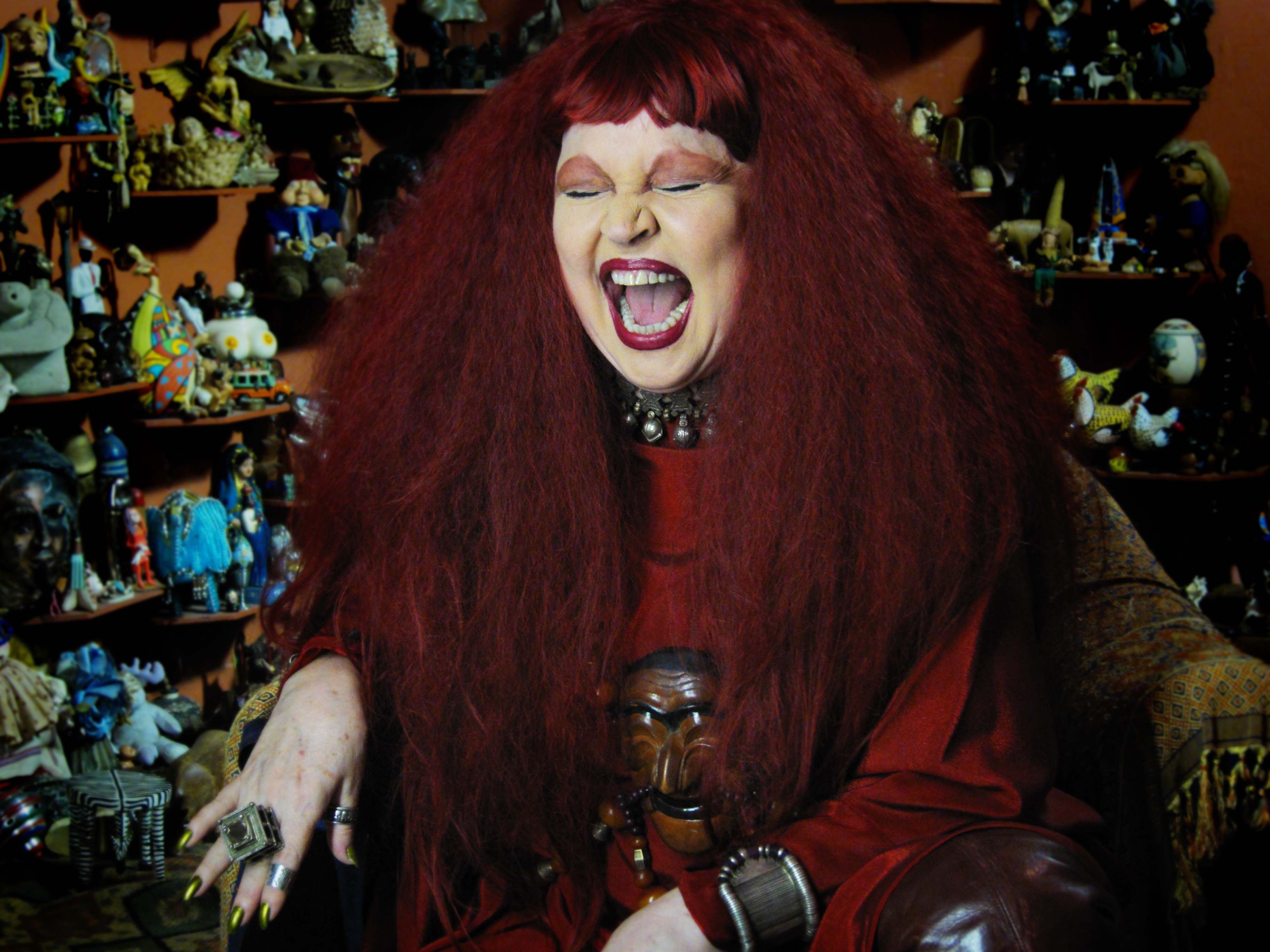
Elke Maravilha (2011)

### Fernsehen
| Jahr      | Titel                      | Rolle            | Bemerkungen            |
| --------- | -------------------------- | ---------------- | ---------------------- |
| 1973      | A volta de Beto Rockfeller | Sofia            |                        |
| 1979      | Milagre – O poder da fé    | Sie selbst       | Gastauftritt           |
| 1979      | Feijão Maravilha           | Sie selbst       | Gastauftritt           |
| 1986      | Memórias de um gigolô      | Madame Yara      |                        |
| 1982–1988 | Cassino do Chacrinha       | Jury             |                        |
| 1988–1991 | Show de Calouros           | Jury             |                        |
| 1993–1996 | Programa Elke Maravilha    | Moderatorin      |                        |
| 1998      | Pecado Capital             | Sie selbst       | Gastauftritt           |
| 2004      | Big Brother Brasil 4       | Jury             |                        |
| 2004      | Celebridade                | Sie selbst       | Gastauftritt           |
| 2004      | Da cor do pecado           | Jury             | Extrabeteiligung       |
| 2007      | Luz do sol                 | Urânia Szakaly   |                        |
| 2009      | Caminho das Índias         | Sie selbst       | Gastauftritt           |
| 2012      | Morando sozinho            | Dona Violeta     |                        |
| 2013      | As Canalhas                | Cacala           |                        |
| 2013      | Destino: Rio de Janeiro    | Tante Selesniova |                        |
| 2015      | Fantástico                 | Sie selbst       | Quadro: O Grande Plano |

### Film
| Jahr | Titel                                   | Rolle                       |
| ---- | --------------------------------------- | --------------------------- |
| 1970 | Salário mínimo                          | Model                       |
| 1971 | O Barão Otelo no barato dos bilhões     | Sekretärin                  |
| 1972 | Os machões                              |                             |
| 1972 | Quando o carnaval chegar                | Französische Schauspielerin |
| 1973 | O Rei do baralho                        |                             |
| 1974 | Gente que transa                        | Esmeralda                   |
| 1976 | Xica                                    | Hortência                   |
| 1977 | Tenda dos milagres                      |                             |
| 1977 | A força de Xangô                        | Iaba                        |
| 1977 | Pastores da noite                       |                             |
| 1978 | Elke Maravilha contra o Homem Atômico   | Elke Maravilha              |
| 1979 | A Noiva da cidade                       | Daniela                     |
| 1979 | O milagre                               | Elke                        |
| 1981 | Pixote                                  | Débora                      |
| 1987 | No Rio vale tudo                        | Ehefrau                     |
| 1987 | Romance                                 | Amiga de Antônio César      |
| 1987 | Tanga (Deu no New York Times?)          |                             |
| 1988 | Prisoner of Rio                         | Frank                       |
| 1999 | Xuxa requebra                           | Iara Macedo „Macedão“       |
| 2006 | Zuzu Angel                              | Lieselotte                  |
| 2007 | Elke                                    | Sie selbst                  |
| 2007 | Elke no país das maravilhas             | Sie selbst                  |
| 2010 | A suprema felicidade                    | Paulos Großmutter           |
| 2010 | A maravilha de ser Elke                 | Sie selbst                  |
| 2011 | Fca Carla                               | Lúcia                       |
| 2013 | The Dognapper                           | Dona Noara                  |
| 2013 | Meu passado me condena                  | Mirtes                      |
| 2015 | A lenda do gato preto                   | Angelina                    |
| 2015 | Super Oldboy                            | Eine Dame                   |
| 2016 | Carrossel 2: O sumiço da Maria Joaquina | Dona Lelé                   |
| 2016 | Lua em sagitário                        | Ulla                        |

## Bühne
- Paixão de Cristo[20][21]
- Elke – do Sagrado ao Profano
- Viva o Cordão Encarnado
- O Castelo das Sete Torres
- Rio de Cabo a Rabo
- Eu Gosto de Mamãe
- Carlota Joaquina
- A Rainha Morta
- O Homem e o Cavalo
- Orfeu da Conceição
- O Lobo da Madrugada

## Musik
Maravilha hat das Lied Que vontade de comer goiaba, erhältlich auf dem Sampler-Album Dançando em duplo sentido, aufgenommen.